# UTC+13
UTC+13 je vremenska zona koja se koristi:

## Kao standardno vreme (cele godine)
- Kiribati
  - Ostrva Feniks (od 1995. g.[1])
- Tonga

## Kao letnje ukazno vreme (leto na južnoj hemisferi)
- Novi Zeland
- Fidži